# Niu-tou și Ma mien

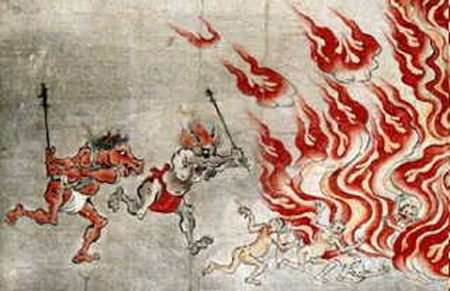
Niu-tou și Ma mien chinuind sufletele decedaților.

Niu-tou ("Cap de bou") și Ma mien ("Față de cal") sunt doi demoni feroce din mitologia budistă chineză, gardieni ai Infernului. Amândoi stau de pază în fața curții de justiție a Infernului, aflânduse sub comanda zeului Yama (Yán luo Wáng). Aceștia, excortează sufletul decedatului de la el de acasă până la primul judecător al Infernului. Sub supravegherea lor atenta, orice încercare de scăpare a vreunui suflet decedat s-a soldat cu un eșec. 
Cei doi demoni apar și în romanul chinezesc Călătorie spre Vest , când sunt trimiși să recupereze sufletul regelui-maimuță Sun Wukong, care sunt speriați de acesta, Sun Wukong câștigând nemurirea sa și a oamenilor săi maimuță .
De asemenea cei doi demoni apar și în mitologia japoneză sub numele de "Gozu (牛头)" și "Mężu (马头)".